# Jennifer Ulrich
Jennifer Ulrich (Lichtenberg, Berlín, 18 de octubre de 1984) es una actriz alemana, conocida por participar en las películas La Ola y Somos la noche.

## Biografía y carrera
Ulrich nació el 18 de octubre de 1984 en la parte oriental de Berlín, entonces República Democrática de Alemania.
En 2002 debutó en la película Mi vida empieza hoy en el que interpretaba a Yvonne. Más tarde aparecería en otras producciones como en Las partículas elementales de 2006 y Sieben Tage Sonntag de 2007. Un año después interpretaría a Karo en La Ola y Somos la noche como Charlotte, ambas producciones fueron dirigidas por Dennis Gansel.

## Filmografía

### Cine
| Año  | Película                                 | Personaje       | Observaciones                          |
| ---- | ---------------------------------------- | --------------- | -------------------------------------- |
| 2002 | Mi vida empieza hoy                      | Yvonne          |                                        |
| 2003 | Befreite Zone                            | Katja           | Acreditada como Jenny Ulrich           |
| 2003 | Berlin - Eine Stadt sucht den Mörder     | Mia             | Telefilme                              |
| 2004 | Untreu                                   | Maria Belolavek | Acreditada como Jenny Ulrich Telefilme |
| 2004 | Klassenfahrt - Geknutscht wird immer     | Mira            | Telefilme                              |
| 2005 | Franziska Spiegel – Eine Erinnerung      | Stephanie       | Corto                                  |
| 2005 | Las partículas elementales               | Johanna         |                                        |
| 2006 | Vidiots                                  | Lea             | Corto                                  |
| 2006 | Die Wolke                                | Meike           |                                        |
| 2006 | Alerta cocodrilo                         | Sara            | Telefilme                              |
| 2007 | Lauf der Dinge                           | Clara           |                                        |
| 2007 | Sieben Tage Sonntag                      | Ella            |                                        |
| 2008 | La ola                                   | Karo            |                                        |
| 2008 | Ein Teil von mir                         | Jeanette        |                                        |
| 2008 | H3 – Halloween Horror Hostel             | Janin           | Telefilme                              |
| 2009 | Albert Schweitzer – Ein Leben für Afrika | Susi Sandler    |                                        |
| 2009 | Der gestiefelte Kater                    | Princesa Frieda | Telefilme                              |
| 2010 | Somos la noche                           | Charlotte       |                                        |
| 2010 | Die Kinder von Blankenese                | Reuma Weizman   | Documental                             |
| 2011 | 205 – Zimmer der Angst                   | Katrin Nadolny  |                                        |
| 2012 | Diaz: Don't Clean Up This Blood          | Alma Koch       |                                        |
| 2012 | Meet Me in Montenegro                    | Friederike      | En postproducción                      |
| 2013 | Bajo el sol del desierto                 | Lucie           | Telefilme                              |
| 2013 | Herztöne                                 | Lissie Lensen   | Telefilme                              |
| 2014 | Alerta Cobra                             | Nicole Fiedler  | Serie de TV                            |

### TV
| Año  | Serie                     | Personaje                  | Observaciones |
| ---- | ------------------------- | -------------------------- | ------------- |
| 2003 | SK-Kolsch                 | Marina                     | 1 episodio    |
| 2004 | Typisch Sophie            | Hellen                     | 1 episodio    |
| 2005 | Inga Lingström            | Maybritt Sandsten          | 1 episodio    |
| 2005 | Wilde Engel               | Rica Mell                  | 1 episodio    |
| 2006 | Un caso para dos          | Sabine Münster             | 1 episodio    |
| 2006 | SOKO Wismar               | Wencke Roth                | 1 episodio    |
| 2006 | Abschnitt 40              | Melissa                    | 1 episodio    |
| 2007 | SOKO Leipzig              | Reinen Herzens             | 1 episodio    |
| 2007 | GSG 9 - Die Elite Einheit | Viola Bongarts             | 1 episodio    |
| 2007 | Einsatz in Hamburg        | Anna May                   | 1 episodio    |
| 2007 | In aller Freundschaft     | Floriane Licht             | 1 episodio    |
| 2008 | Colonia, brigada criminal | Dorea Klöwer               | 1 episodio    |
| 2008 | Die Gerichtsmedizinerin   | Brita Djorn Katja Hagen    | 1 episodio    |
| 2009 | Tatort                    | Arzu Korkmaz               | 1 episodio    |
| 2009 | Kommissar Stolberg        | Alissa Eberstein           | 1 episodio    |
| 2009 | Alerta Cobra              | Nicolle                    | 1 episodio    |
| 2010 | SOKO Leipzig              | Lisa Bauer Sophie Schaller | 3 episodios   |
| 2012 | Polizeinruf 110           | Heike Rahn Steffi König    | 2 episodios   |